# Abdallah Lee
Pour les articles homonymes, voir Lee.
Abdallah Lee, de son vrai nom Abdallah Abdoulkader Abass, né le 7 août 1963 à Djibouti et mort le 18 septembre 2007 à Paris, est un chanteur djiboutien. Il reste le plus célèbre des chanteurs djiboutiens de langue Afar.

## Biographie
Abdallah naît le 7 août 1963 à Djibouti-ville, quartier 3, à la maternité de l'ancien hôpital Paul-Faure. Il est le fils d'Abdoulkader Abass Bourhan Aboubaker, arrière-petit-fils d'Aboubaker Ibrahim, gouverneur de Zeila sous souveraineté turque à la fin du XIXe siècle, et de Kadidja Saïd Abdallah Baabad.
Il a habité avec sa famille, d'abord au quartier 3, puis au quartier 1, et finalement à la cité Arhiba. Il réussit les épreuves de fin de premier cycle et est orienté vers l'enseignement technique au lycée d'enseignement professionnel. Il abandonne les études et obtient un emploi de magasinier à Obock, où vit la famille de sa mère. C'est alors qu'il commence la musique avec Osman Adoyta, Moussa Aden, Bourhan Daoud, Ahmed Abdallah, Ahmed Ibrahim, Mohamed Aden. Dès 1979, il acquiert une certaine notoriété.
Durant les années 1980-1990, comme le groupe Dinkâra il pratique un « afro-rock aux couleurs nomades », et s'engage durant la guerre civile. Bien que chantant principalement en afar, il interprète également des chansons somalies. Abdallah Lee enchaine les voyages en France, Éthiopie, Belgique, Suède. Il participe à divers groupes djiboutiens durant sa carrière et au festival Fest'Horn.
Malade, Abdallah Lee est transporté en France dans un hôpital de Poitiers, où il meurt le 18 septembre 2007 à 44 ans. Il laisse une épouse et sept enfants.